# 綾川駅
綾川駅（あやがわえき）は、香川県綾歌郡綾川町萱原にある高松琴平電気鉄道琴平線の駅である。駅番号はK14。
2013年に開業した綾川町内の琴電駅では最も新しい駅で、イオンモール綾川の至近にあるため、（イオンモール綾川）の副駅名を持つ。

## 歴史
- 2013年（平成25年）12月15日 - 開業。
- 2023年（令和5年）12月15日 - 有人駅化[1][2]。

## 駅構造
単式ホーム1面1線を有しており、IruCa簡易改札機と自動券売機がある。LED発車標を設置している。

## 利用状況
| 1日乗降人員推移 | 1日乗降人員推移 |
| 年度            | 1日平均人数     |
| --------------- | --------------- |
| 2013年          | 866             |
| 2014年          | 1,119           |
| 2015年          | 1,295           |
| 2016年          | 1,364           |
| 2017年          | 1,331           |
| 2018年          | 1,374           |
| 2019年          | 1,428           |
| 2020年          | 1,246           |

## 駅周辺
駅周辺は綾川町により国道および県道へ接続する町道およびロータリー、駐輪場が整備されている。
- 国道32号
- 香川県道185号造田滝宮線
- 香川県道282号高松琴平線
- くすりのレデイ綾川店（当駅の裏手）
- イオンモール綾川
- コーナン綾川店
- ケーズデンキ綾川店
- 餃子の王将綾川店
- はま寿司綾川店
- コスモス薬品綾川店
- しまむら綾南店
- ミニストップ綾南町店
- ドコモショップ綾川店
- スシロー綾川店
- ひだまり公園あやがわ（ヤドン公園[5]）

### バス路線
- 綾川駅
  - 坂出綾川線（琴参バスにより2013年（平成25年）12月21日から2014年（平成26年）12月20日の間、実証実験運行[6]。）
    - 富熊西沖行（平日・月曜日～土曜日）/坂出駅行（日曜日・祝日）

  - 丸亀駅 - 高松空港　リムジンバス（琴参バス、2013年12月10日運行開始[7]） 丸亀方面への利用も可能（ただし丸亀駅行き最終便を除く）。
  - 阿波池田BT - 綾川駅（ - 高松空港）　リムジンバス（四国交通、2025年4月1日運行開始） 阿波池田方面への利用のみ可能。
  - 綾川町営バス 循環路線、滝宮・羽床線

## 隣の駅
高松琴平電気鉄道
■琴平線
陶駅（K13） - 綾川駅（K14） - 滝宮駅（K15）

## 画像

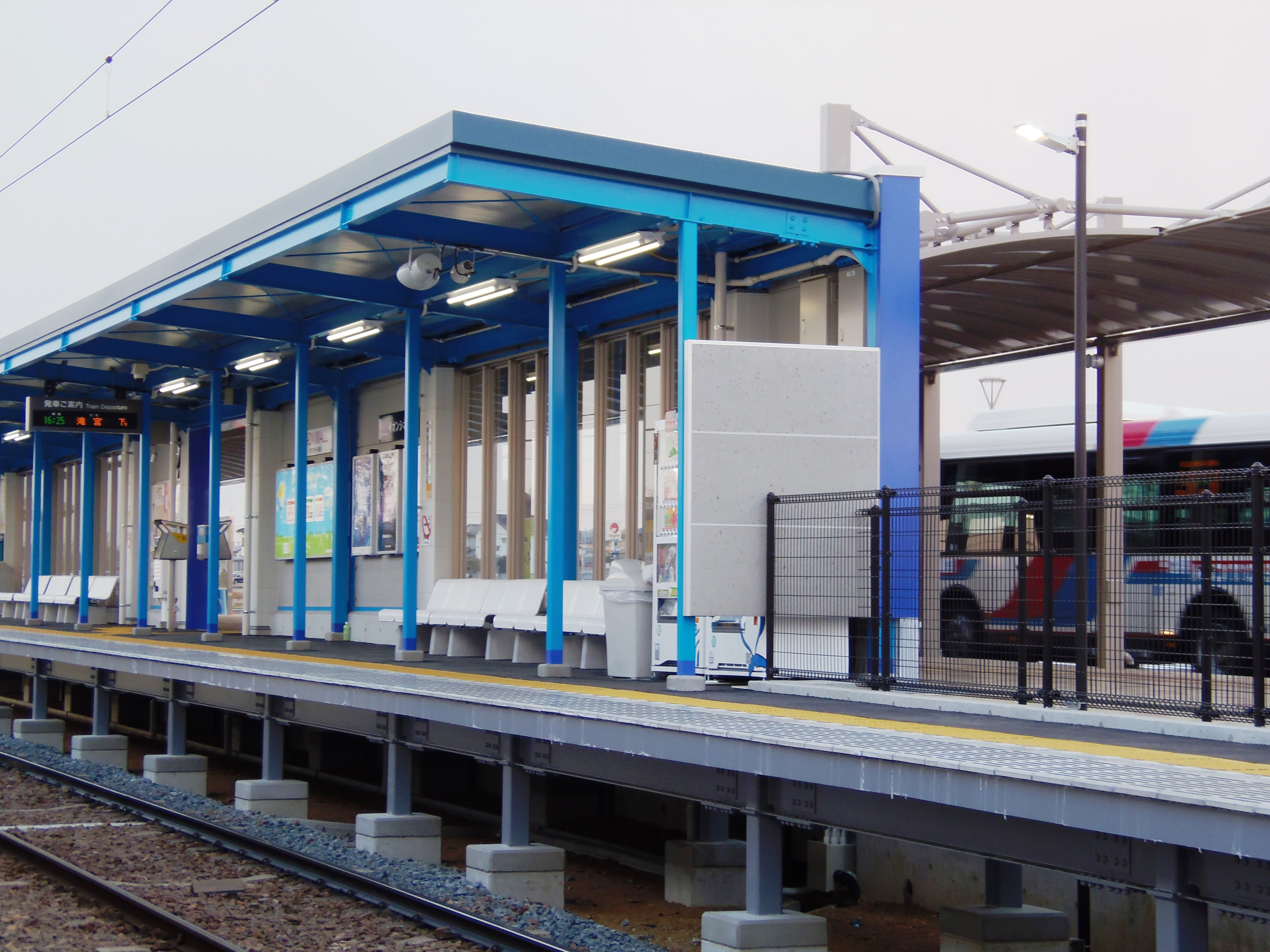
1面1線の単線ホーム
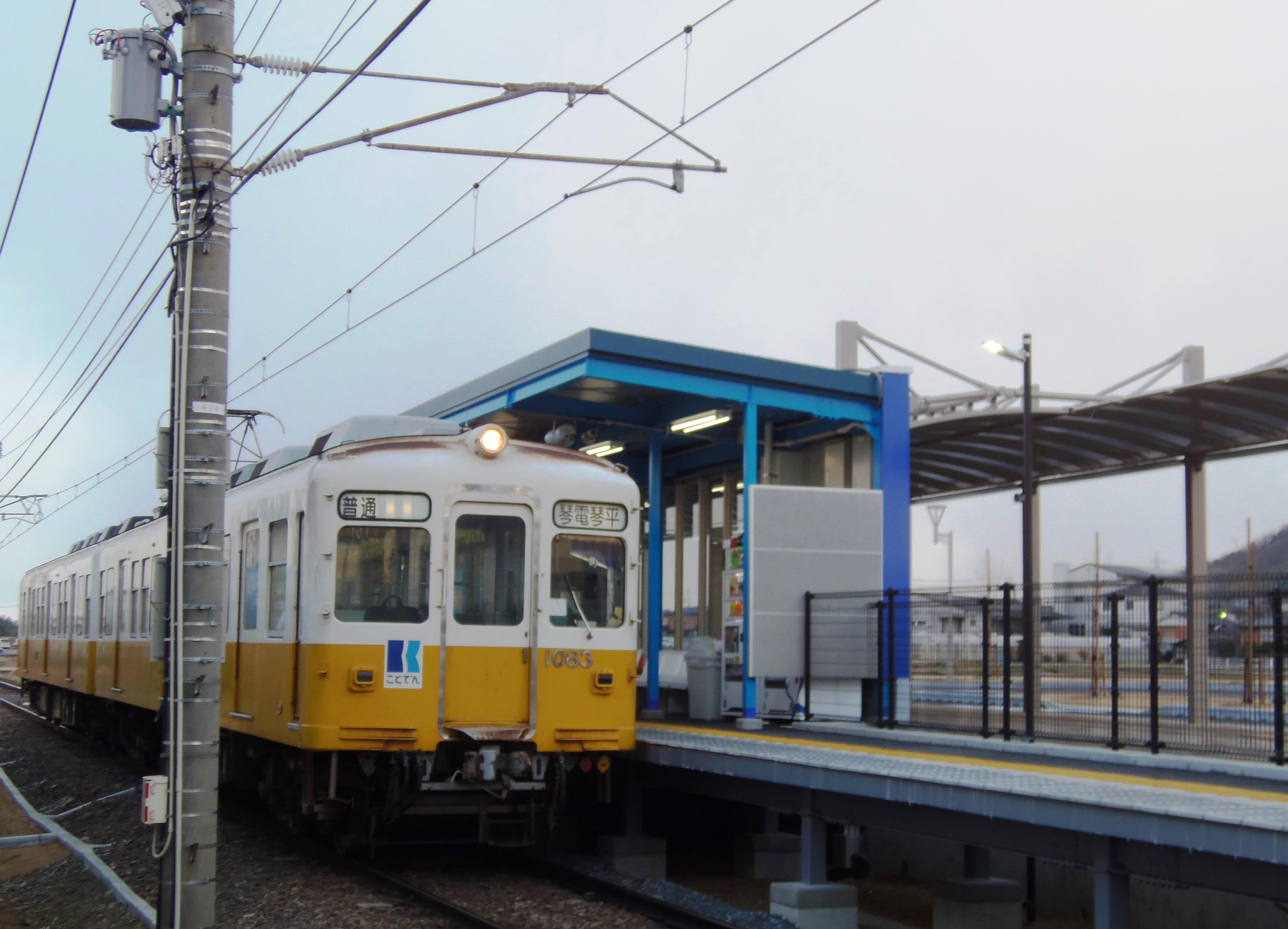
ホームに入線した1080形
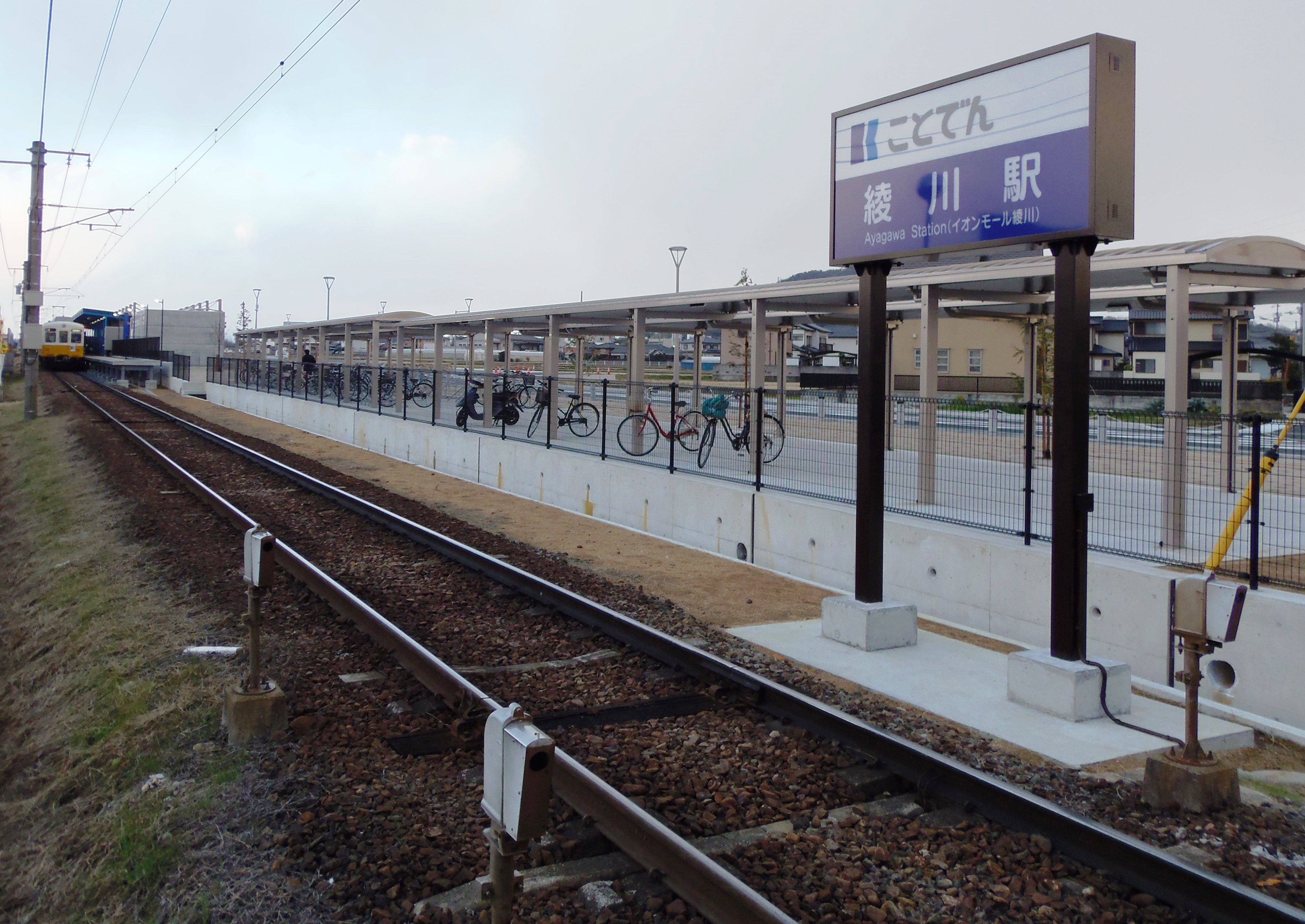
ロータリー入口の踏切脇にある駅名表示
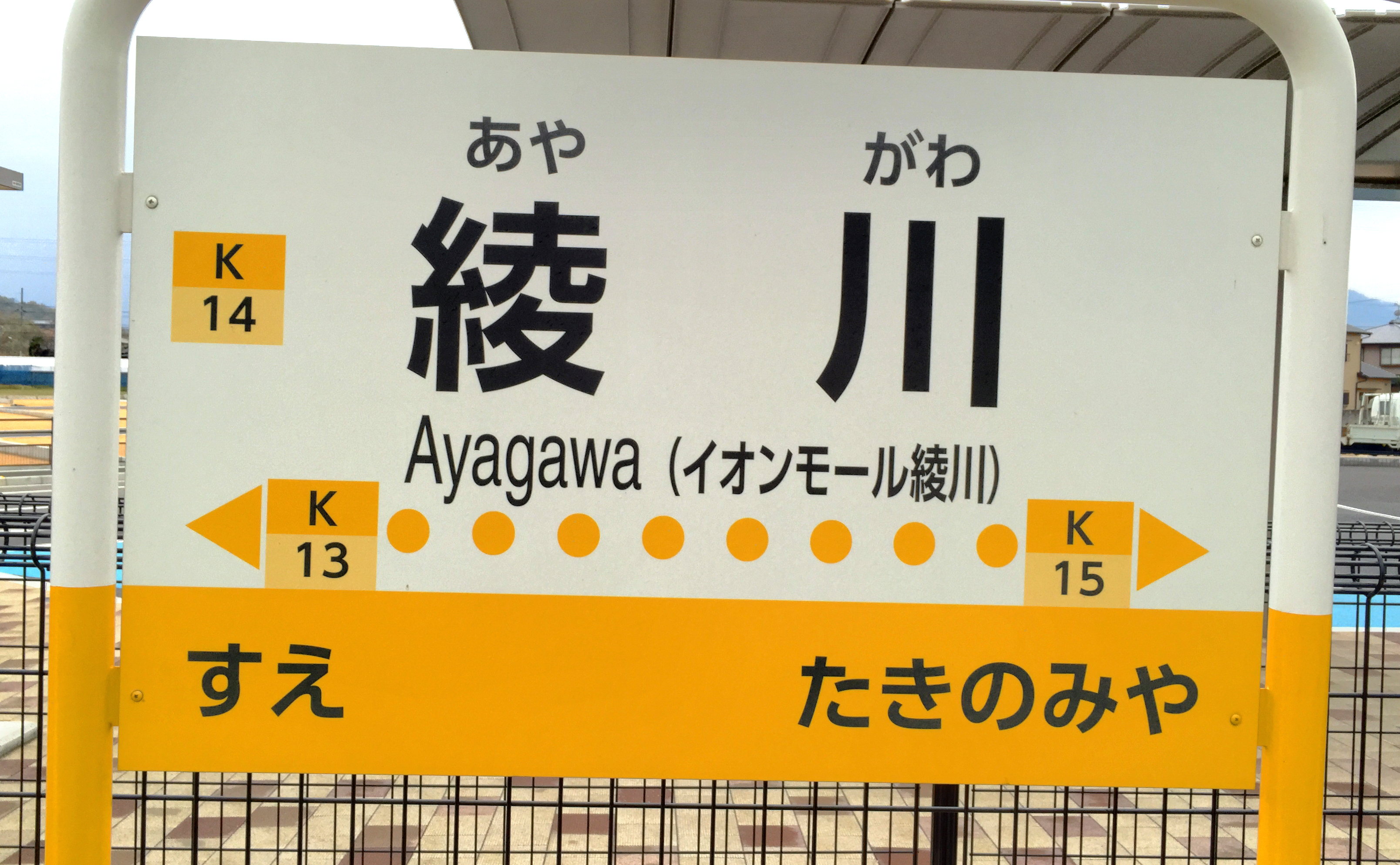
駅名標